# Dieter Kramer (Fußballspieler)
Dieter Kramer (* 12. April 1959) ist ein ehemaliger deutscher Fußballprofi. Der Offensivspieler hat bei den Vereinen Hamburger SV und VfL Bochum sieben Bundesligaspiele absolviert und wurde 1981/82 mit dem HSV unter Trainer Ernst Happel deutscher Meister.

## Laufbahn
Kramer spielte in der Amateurmannschaft von Fortuna Düsseldorf und belegte mit seinen Mannschaftskameraden 1979/80 in der Verbandsliga Niederrhein den 4. Rang. Als der Fortuna-Amateurtrainer Günter Exner zur Saison 1980/81 Trainer des Zweitligisten Preußen Münster wurde, brachte er die drei vormaligen Fortunen-Amateure Dieter Kramer, Guido Mazany und Bernd Vittinghoff mit nach Münster. Kramer debütierte am ersten Rundenspieltag, den 6. August 1980, bei einer 1:3-Auswärtsniederlage bei Viktoria Köln, in der 2. Fußball-Bundesliga. Nach Ende der Vorrunde, die Ligarunde wurde in einer 22er-Staffel ausgetragen und war die entscheidende Qualifikation für die eingleisige 2. Liga ab der Saison 1981/82, belegten die Preußen mit 20:22 Punkten den 12. Rang und hatten noch den ehemaligen Ajax-Spieler Horst Blankenburg nachverpflichtet sowie Exner durch Rudi Faßnacht ersetzt. Kramer absolvierte 30 Ligaspiele und erzielte vier Tore und Preußen Münster belegte den 13. Rang. Das reichte nicht für die Aufnahme in die eingleisige 2. Liga. Das letzte Zweitligaspiel bestritt Kramer am 16. Mai 1981 bei einem 3:2-Heimerfolg gegen den OSV Hannover, als er in der 16. Minute sein Team mit 1:0 in Führung brachte. Er spielte dabei an der Seite von Mitspielern wie Horst Blankenburg, Dieter Agatha, Karl Heinz Krekeler, Thomas Lander, Konrad Eickels und Bernd Vittinghoff.
Kramer wurde zur Saison 1981/82, wie auch Lars Bastrup, Borisa Djordjević, Ralf Brunnecker, Bernhard Scharold und Michael Schröder vom Hamburger SV verpflichtet. Stammspieler wurde von den Neuzugängen lediglich Angreifer Bastrup, welcher in 34 Ligaeinsätzen 13 Tore erzielte. Der Hamburger SV wurde unter Trainer Ernst Happel 1982 Deutscher Meister und erreichte das Finale um den UEFA-Cup. Kramer kam zu einem Einsatz: Er wurde am 6. März 1982 bei einem 2:2-Heimremis gegen den VfL Bochum in der 88. Minute für Jürgen Milewski eingewechselt. Die Meisterprämie von 30.000 DM wurde auch an die zwei Spieler Kramer und Michael Schröder mit jeweils einem Einsatz ausgezahlt. Nach einem Jahr als Dauerreservist wechselte Kramer zum VfL Bochum.
Beim VfL wurde er am ersten Rundenspieltag, den 21. August 1982, bei einer 0:2-Auswärtsniederlage bei Fortuna Düsseldorf von Trainer Rolf Schafstall für Ulrich Bittorf in der 46. Minute eingewechselt. Es folgten noch fünf weitere Einsätze gegen Arminia Bielefeld (1:1), Eintracht Braunschweig (2:0), den FC Bayern München (0:3), den Hamburger SV (1:1) und Borussia Mönchengladbach (1:3). Mit dem Einsatz am 26. März 1983 gegen die Elf vom Bökelberg war die Bundesligakarriere von Dieter Kramer beendet; er wurde 1984 zum Sportinvaliden erklärt.